# عرمان
عرمان هي بلدة تقع في الجزء الجنوبي الغربي من محافظة السويداء أو جبل العرب في سورية، بالقرب من مدينة صلخد الشهيرة بالتاريخ باسم (صرخد). وتنتشر في عرمان الكثير من الاثار الرومانية مثل القصور والمعابد والخزانات الأثرية والابنية والاقنية والكثير من الاثار.
ُعدّ قرية أرمان من القرى التي يقال إنّ سكانها ينحدرون من أصول تركمانية، ويُعتقد أن بعض العائلات فيها تنتمي إلى الأقلية التركمانية في سوريا.